# 마리아 살비아티
마리아 살비아티(이탈리아어: Maria Salviati), 1499년 7월 17일–1543년 12월 12일)는 야코포 살비아티와 루크레치아 디 로렌초 데 메디치의 딸인 이탈리아의 귀족 여성이다. 그녀는 조반니 달레 반데 네레와 혼인하여, 코시모 1세 데 메디치의 어머니이기도 하였다. 그녀의 남편이 1526년 11월 30일에 사망한 27세부터 미망인으로 있었다. 남편 사후에 그녀는 재혼을 하지 않고, 가톨릭 교회의 수련자들의 어두운 색깔의 의복을 입었으며, 이는 이후 다양한 초상화에서 보여주는 그녀의 검은색 흰색 복장으로서 오늘날까지도 기억되고 있다.

## 가족
마리아 살비아티는 피렌체에서 태어났다. 그녀는 피렌체에서 가장 강력한 두 은행 가문(아버지계는 살비아티 가문, 어머니쪽은 메디치 가문)의 후손이였다. 살비아티의 외할아버지는 정치가이자 코시모 데 메디치의 손자로 잘 알려진 로렌초 일 마니피코이다.

## 생애
그녀의 사촌 알레산드로 데 메디치가 1537년에 암살당하자, 마리아는 그녀의 가문을 다음 피렌체 공작을 결정하는 논의에 개입하는데 사용했다. 그녀는 아들인 코시모가 선출되는데 결정적인 역할을 해내었다.

## 후손
살비아티의 후손들은 세대를 넘어 명목상으로는 유럽의 왕좌들을 차지하였다. 그녀의 손자인 프란체스코 1세 데 메디치는 오스트리아의 요하나와 혼인하였고, 그들은 빈첸초 1세 곤차가와 혼인하고 프란체스코 4세 곤차가의 어머니가 되는 엘레오노라 데 메디치의 부모가 되었다. 프란체스코와 요하나의 다른 딸인 마리아 데 메디치는 프랑스 국왕 앙리 4세와 혼인하였고 루이 13세와 헨리에타 마리아의 어머니가 되었다. 루이는 루이 14세의 아버지이고, 헨리에타 마리아는 찰스 2세와 제임스 2세의 어머니이다.
- 코시모 1세 데 메디치 (1519~1574) -- 아들, 초대 토스카나 대공작
- 프란체스코 1세 데 메디치 (1541~1587) -- 손자, 제 2대 토스카나 대공작
- 마리 드 메디시스 (1573~1642) -- 증손녀, 프랑스 왕비(1600년에 앙리 4세와 혼인)
- 헨리에타 마리아 (1609~1669) -- 고손녀, 잉글랜드 왕비 (1625년 찰스 1세와 혼인)

## 비아 데 메디치

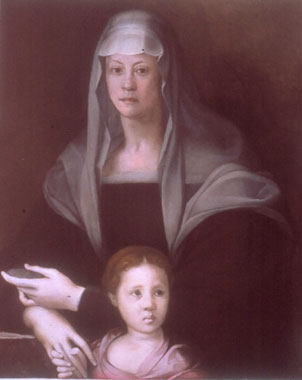
마리아 살비아티와 줄리아 데 메디치 (폰토르모 1537년 경 작품; 발티모어, 월터스 미술관 소장 http://www.thewalters.org/works_of_art/itemdetails.aspx?aid=26104.

마리아는 이탈리아 북부의 빌라 디 카스텔로에 거주지를 마련하였고, 그곳에서 손자들을 돌봤다. 그녀의 아들인 코시모는 비아 데 메디치라 불리는 사생녀 한 명이 있었다. 마리아는 손녀를 매우 행복하고 수다스러운 작은 소녀라고 묘사하였으며, 종종 그녀와 대화를 오랫동안 나누었다.
코시모가 1539년에 레오노르 데 톨레도와 혼인을 하였다. 레오노르가 결혼 후 궁전에 비아가 있는 것을 참지 못했고, 그리하여 코시모가 그녀를 마리아와 살게끔 보냈다라는 소문이 나돌았다. 다른 사료에서는 레오노르가 비아를 매우 애정을 쏟았다고도 말한다. 비아는 알레산드로 데 메디치의 사생녀 줄리아 데 메디치와 함께 탁아 시설을 다녔고, 그 둘은 친한 사이가 되었다. 마리아는 비아의 어머니가 누구인지 알았지만, 비아 또는 누군가에게 그 이름을 말한 적이 없었다. 비아와 그녀의 사촌 줄리아는 치명적인 고열에 걸리고 말았고, 줄리아는 질병에서 회복했지만, 비아만이 악화되어 결국 1542년 3월 1일 다섯 살이라는 나이에 사망하고 만다.
마리아는 비아가 사망한 지, 1년 후 인 1543년 12월 29일에 사망했다.

## 참고 자료
- Tomas, Natalie R. (2003). 《The Medici Women: Gender and Power in Renaissance Florence》. Aldershot: Ashgate. ISBN 0754607771.

## 같이 보기
- 코시모 1세 데 메디치
- 비아 데 메디치